# Friedrich Huch
Friedrich Huch (Braunschweig, 19 giugno 1873 – Monaco di Baviera, 12 maggio 1913) è stato uno scrittore tedesco.
Precettore ad Amburgo, viaggiò in Italia per poi stabilirsi a Monaco. Nel 1901 diede alle stampe Peter Michel, romanzo di critica della società a lui contemporanea, intrisa di ipocrisia borghese; il tema del conflitto tra l'animo candido e la società falsa e malvagia è ripreso in Mao (1907).
Il capolavoro di Huch è però Enzio, incentrato su una fine introspezione nell'animo dell'artista, che finisce per trasformare la propria grandezza di spirito in un'insaziabile narcisismo.